# L'Église d'Auvers-sur-Oise
L’Église d’Auvers-sur-Oise est une peinture à l'huile sur toile de 93 x 74,5 cm. Elle a été réalisée par le peintre Vincent van Gogh en juin 1890 et est exposée au musée d'Orsay, à Paris. Elle fait partie du courant postimpressionniste.

## Historique
Après son séjour dans le sud de la France, à Arles puis à l'hôpital psychiatrique de Saint-Rémy-de-Provence, Van Gogh remonte vers le nord et s'installe à Auvers-sur-Oise, dans la banlieue de Paris, entre le 21 mai et le 29 juillet 1890, jour de sa mort. Son frère Théodore, inquiet de sa santé, l'a incité à y rencontrer le docteur Paul Gachet, peintre lui-même, qui accepte de s'occuper de lui. En un peu plus de deux mois d'été, il  composa, outre ce tableau, environ 70 toiles et de nombreux dessins.

## Style
Cette œuvre et d'autres du même genre illustrent l'influence artistique de Van Gogh sur les peintres expressionnistes : ici la déformation de la réalité est flagrante. Ses déformations et le refus de la perspective caractérise les œuvres expressionnistes. Les choix plastiques de van Gogh annoncent les œuvres des fauves et des peintres expressionnistes, et s'éloigne de l'impressionnisme.

## Description

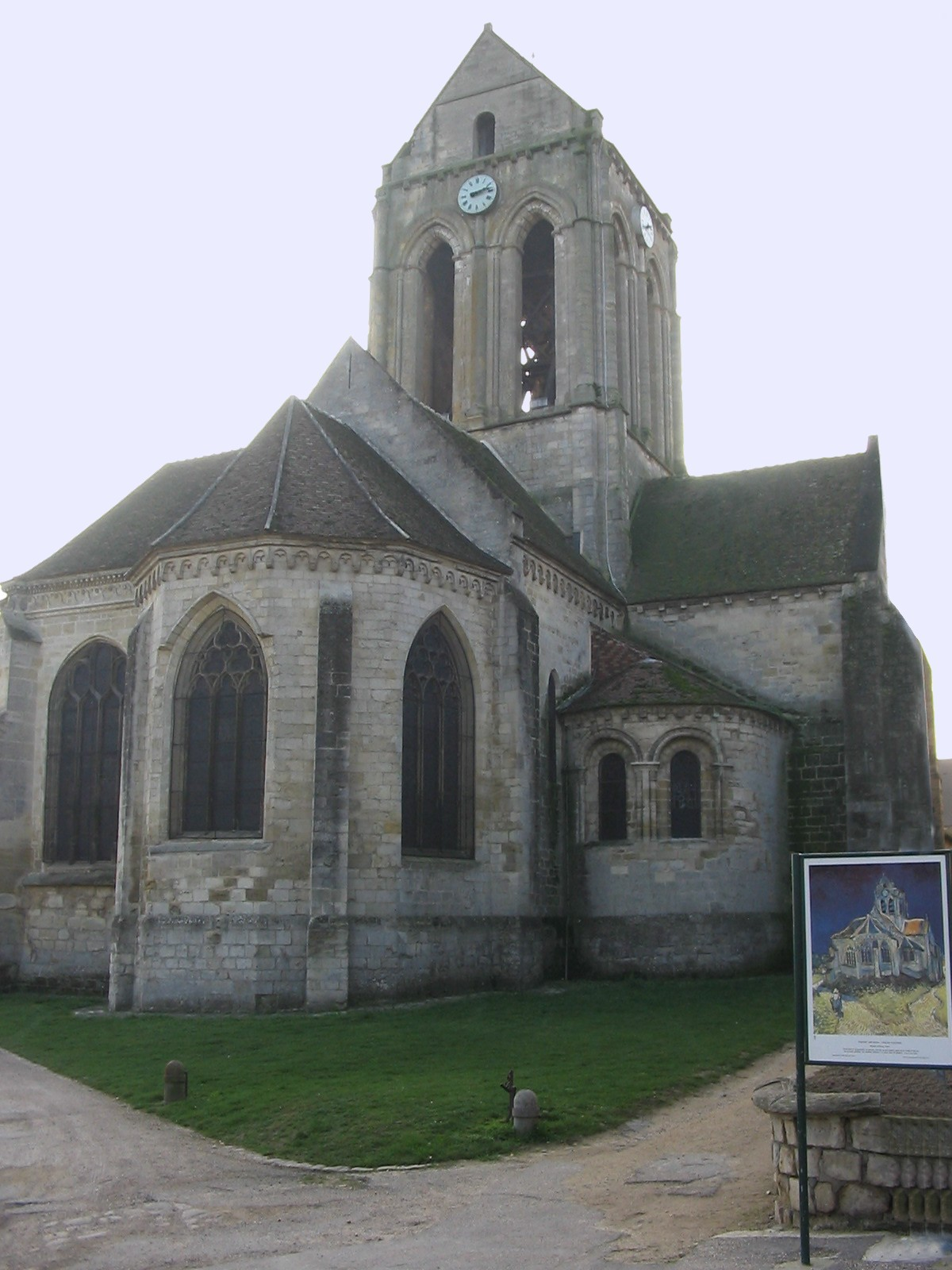
L'église Notre-Dame-de-l'Assomption à Auvers-sur-Oise

Le tableau représente l'église d'Auvers-sur-Oise, datant du XIIIe siècle, et témoigne de l'approche exceptionnelle du peintre en matière de combinaison de couleurs contrastées de style japonais, ainsi que de l'utilisation de l'empâtement et de couleurs vives.
La toile présente l'église Notre-Dame-de-l'Assomption dont l'architecture est à dominante gothique avec certains aspects romans tels que l'absidiole,.
Le point de fuite est bouché par le bâtiment religieux, de plus si l'église est présentée en contre-plongée, le personnage lui est réalisé en plongée.
Du point de vue de la lumière, la toile présente de nombreux paradoxes, un ciel à l'apparence nocturne se confronte à une terre à l'éclairage de jour. De plus, si l'église possède une ombre projetée, la femme elle n'en possède pas.
Le bas du tableau semble avoir été peint à midi, l'église et son ombre en fin de journée et le ciel de nuit.
Si le paysage est représenté de façon mouvante par la touche du peintre, la femme est peinte dans un traitement esquissé, rapide qui lui confère un fort caractère statique.
Grâce à l'utilisation de lignes ondulées et de coups de pinceau fluides, l'édifice semble déformé, comme s'il était en mouvement. Le toit incurvé et les coups de pinceau angulaires du ciel donnent lieu à un effet agité, souligné par la peinture en empâtement, qui contraste avec les effets tourbillonnants des estampes japonaises que le peintre admirait.

## Dans la culture
Le tableau sert de point de départ de l'aventure dans l'épisode Vincent et le Docteur de la série Doctor Who.
Le tableau illustre les boitier, CDs et livret du double-CD de Peter Ostrowski : "Le Bon Dieu" (Songs by Jacques Brel / English lyrics by Peter Ostrowski), 2003.
L'artiste Michel Sardou y fait référence dans la chanson "Vincent", sortie en 1988, rendant hommage à l'illustre peintre. "Derrière l'Église d'Auvers-sur-Oise, une lumière grise, un bleu turquoise".